# Marialinder Riedelland
Das Marialinder Riedelland ist laut dem Handbuch der naturräumlichen Gliederung Deutschlands eine naturräumliche Einheit mit der Ordnungsnummer 338.43 und gehört zu dem übergeordneten Naturraum 338.4 (Agger-Sülz-Hochflächen). Sie umfasst den östlich und südlich der Agger gelegenen Teil des Overather Stadtgebiets mit dem Ortsteil Marialinden im Zentrum des Naturraums, das nordwestliche Gemeindegebiet von Much um Schwellenbach, ein Nordzipfel von Neunkirchen-Seelscheid um den Ortsteil Mohlscheid, den Nordosten von Lohmar um den Ortsteil Neuhonrath sowie der Südwestrand von Engelskirchen.
Das Marialinder Riedelland grenzt im Norden und Westen an das Overrather Aggertal (Ordnungsnummer 338.42), im Süden an die Wahnhochfläche (339.62), im Südosten an die Mucher Hochfläche (338.5) und im Osten an den Heckberger Wald (339.3).
Es handelt sich um eine Hochfläche, die eine Höhe von 180 bis 250 m aufweist und im Norden und Westen scharf in das tief eingeschnittene Tal der Agger und im Süden in die Mucher Hochfläche übergeht. Die Hochfläche wird durch zahlreiche, zur Agger entwässernde Nebentäler zerschnitten, wobei der Naafbach das wasserreichste Nebengewässer im Naturraum stellen dürfte. Der Faltenrumpf paläozoischer Gesteine wird durch die große Taldichte in zahlreiche einzelne unterschiedlich breite und hohe Riedel und bewaldete Schluchten, regional Siefen genannt, gegliedert. Eine größere zusammenhängende landwirtschaftliche Nutzung ist daher nur auf den Hochflächenresten südwestlich und nordöstlich von Marialinden gegeben.
In den Talmulden sind die Waldflächen größtenteils zurückgedrängt und durch bäuerliche Streusiedlungen ersetzt worden. Das Riedel- und Schluchtsystem ist – wie in anderen Teilen des Agger-Sülz-Bereiches – das Ergebnis einer noch heute fortschreitenden intensiven Tiefenerosion.